# Джеймс Стюарт, герцог Ротсей (1507—1508)
Джеймс Стюарт, герцог Ротсей (англ. James Stewart, Duke of Rothesay; 21 февраля 1507 — 27 февраля 1508) — шотландский принц, старший сын Якова IV и Маргариты Тюдор, наследник престола Шотландии с момента своего рождения и до смерти (носил титул герцог Ротсей). Умер 28 февраля 1508 года в замке Стерлинг.